# Luigi Almirante

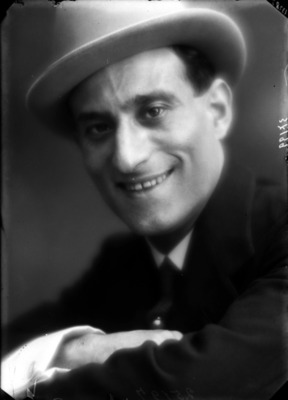
Luigi Almirante

Luigi Almirante (* 30. September 1886 in Tunesien; † 5. Mai 1963 in Rom) war ein italienischer Schauspieler.

## Leben
Almirante ist der Bruder von Giacomo, Mario und Ernesto und der Cousin von Italia Almirante Manzini. Seine Bühnenkarriere begann er im Alter von vierzehn Jahren unter der Regie seines Vaters Nunzio. Nach Erfahrungen mit einigen kleinen Tourneetheatern gehörte er 1905, wie sein Bruder Mario, zum ersten Ensemble der von Ettore Berti geleiteten „Compagnia Dannunziana“. Zwei Jahre später war er der jugendliche Held der Komödiantentruppe von Giuseppe Sichel, Dina Galli, Amerigo Guasti, Stanislao Ciarli und Bracci; ab 1909 spielte er in der „Compagnia del Grand Guignol“. 1912 unterschrieb er beim Stabile del Teatro Argentina in Rom, wo er wieder unter Ettore Berti wirkte, und gehörte im Folgejahr zu den „Grandi Spettacoli“, die Gualtiero Tumiati inszenierte; es folgten Engagements bei der „Compagnia Futurista“ und der „Compagnia delle Autori“ unter Silvio Zambaldi; schließlich war er bis Ende des Jahres 1915 bei Emma Gramatica, Luigi Carini und Ugo Piperno. Mit letzterem war er neben Lyda Borelli auf Tournee, als der Erste Weltkrieg weitere Auftritte unmöglich machte.
Nach Ende des Krieges spielte Almirante für Antonio Gandusio, ab 1921 holte ihn Dario Niccodemi für seine Schauspieltruppe. 1925 konnte Almirante sein eigenes Ensemble zusammenstellen; mit Cousine Italia war dieses drei Jahre lang unterwegs. Weitere Stationen waren Checco Rissone und Sergio Tofano, dann – ab 1931 – Andreina Pagnani und Nino Besozzi. Fast jährlich konnte sich Almirante nun die besten Angebote aussuchen und war in den 1930er Jahren auch an der Accademia nazionale d’arte drammatica und der „Compagnia della Commedia“ tätig.
Für das Kino trat Almirante nach einem von seinem Bruder Mario inszenierten Stummfilm aus dem Jahr 1927 ab 1933 regelmäßig als Neben- und Charakterdarsteller auf; bemerkenswert seine Interpretationen als Landstreicher in Darò un milione (1935), als Hofnarr in Lucrezia Borgia (1940) und als alternder Intrigant in Alessandro, sei grande! aus nämlichem Jahr. Allgemein gelobt wurde er für seinen ermordeten Priester für Il cappello da prete (1944). Nach dem Zweiten Weltkrieg setzte er seine Karriere auf Bühne und für den Film fort, jedoch in weit beschränkterem Umfang, bis er 1952 aufgrund eines Nervenleidens seine Karriere beenden musste.
Almirante heiratete 1928 Ebe Brigliadori.

## Filmografie (Auswahl)
- 1927: La bellezza del mondo
- 1933: O la borsa o lavita
- 1935: Darò un milione
- 1940: Lucrezia Borgia
- 1940: Alessandro, sei grande!
- 1944: Il cappello del prete
- 1951: Messalina